# Tesarius mcclayi
Tesarius mcclayi är en skalbaggsart som beskrevs av Cartwright 1955. Tesarius mcclayi ingår i släktet Tesarius och familjen Aphodiidae. Inga underarter finns listade i Catalogue of Life.